# Regelbau 604
La casemate de type Regelbau 604 est une casemate répondant au standard Regelbau. Elle est construite pour servir d'abri pour canon.

## Construction
La construction de cette casemate nécessitait l'excavation de 1 500 m3 de matériaux, la coulée de 800 m3  de béton et 36 t de fer à béton.

## Architecture
La casemate fait 11,50 m de long pour 14,80 m de large et 5,10 m. Elle pouvait abriter d'un canon de 155 mm K 418 d’origine française et jusqu’à quatre petits canons de 75 mm.

## Exemplaires
49 exemplaires de cette casemate ont été construits.
En France, un exemplaire se trouve à Tarnos.